# Кокорин, Вячеслав Александрович
Вячеслав Александрович Кокорин (1925—1994) — Герой Социалистического Труда.

## Биография
Родился 28 июня 1925 года в Иванове в семье служащих. Русский. Отец работал зав. отделом хлебной торговли, мать — директором школы. Член КПСС с 1959 года. В 1937 году родители были репрессированы и высланы в Казахстан. Мальчик воспитывался в детском доме в городе Кашин (ныне Тверской области).
В октябре 1941 года с детдомом был эвакуирован в город Красноуфимск Свердловской области. Работал в поселке Арти на эвакуированном из Подольска игольном заводе, приобрел специальность слесаря-наладчика. На фронт ушёл добровольцем в феврале 1943 года. Воевал в пехоте, награждён медалью «За отвагу». В одном из боёв был тяжело ранен в правую руку. Врачи ставили вопрос об ампутации, но руку удалось спасти. Полтора года провёл в госпиталях. В октябре 1945 года был демобилизован по ранению.
Уехал в Казахстан к матери. Продолжил учёбу, но окончил только 9 классов. Из-за тяжелого материального положения пошел работать, в геолого-разведывательную партию треста «Казахугольразведка». В январе 1948 года вернулся в Иваново, в школе рабочей молодежи окончил десятый класс. Работал приемщиком на меланжевом комбинате, затем поступил в институт.
Вернулся на родину. В 1954 году с отличием окончил Ивановский медицинский институт, лечебный факультет. Отказался от аспирантуры и уехал по распределению в посёлок Лух. Больница в то время была можно сказать символической. Молодому врачу приходилось мотаться по всему району за 30-50 км: где на конной подводе, где пешком или на велосипеде, оперировал при свете керосиновых ламп.
В 1958 году был назначен главным врачом Лухской районной больницы. Молодой, энергичный врач за короткое время поднял районное здравоохранение на новый уровень. Организовал строительство нового, каменного, здания больницы, добился оснащение новой больницы современным оборудованием, организовал методическую учёбу фельдшерско-акушерского состава медпунктов.
Через три года в районе заболеваемость взрослого населения на тысячу человек снизилась на 172 случая, количество заболевших ревматизмом сократилось втрое. Были ликвидированы трахома, полиомиелит, детский туберкулёз и дифтерия. Не было ни одного случая смерти новорождённых. Многих больных врач Кокорин сам поднял на ноги, а иногда буквально возвращал с того света, делая сложнейшие операции.
В 1966 году ему присвоено звание «Заслуженный врач РСФСР». Указом Президиума Верховного Совета СССР от 4 февраля 1969 года за большие заслуги в области охраны здоровья советского человека Кокорину Вячеславу Александровичу присвоено звание Героя Социалистического Труда.
С 1972 году В. А. Кокорин получил новое назначение — главным врачом Шуйской центральной районной больницы, переехал в город Шую. Ему пришлось возглавить новый, огромный по сравнению в прежним, коллектив — более 900 человек. С первых дней доктор, помимо операций, активно руководил строительство новых корпусов больницы. С расширением больничного городка появилась возможность специализации медицинских служб. Вскоре в центральной районной больнице стали открываться новые отделения: общей хирургии, травматологическое, урологическое онкологическое. До выхода на пенсию продолжал руководить больницей.
Жил в городе Шуе. Награждён орденом Ленина, медалями.
Скончался 17 января 1994 года. Похоронен на Троицком кладбище города Шуи.
В Шуе, на доме где жил доктор Кокорин, установлена мемориальная доска.

## Награды
- Медаль «Серп и Молот»